# احمرار خجل

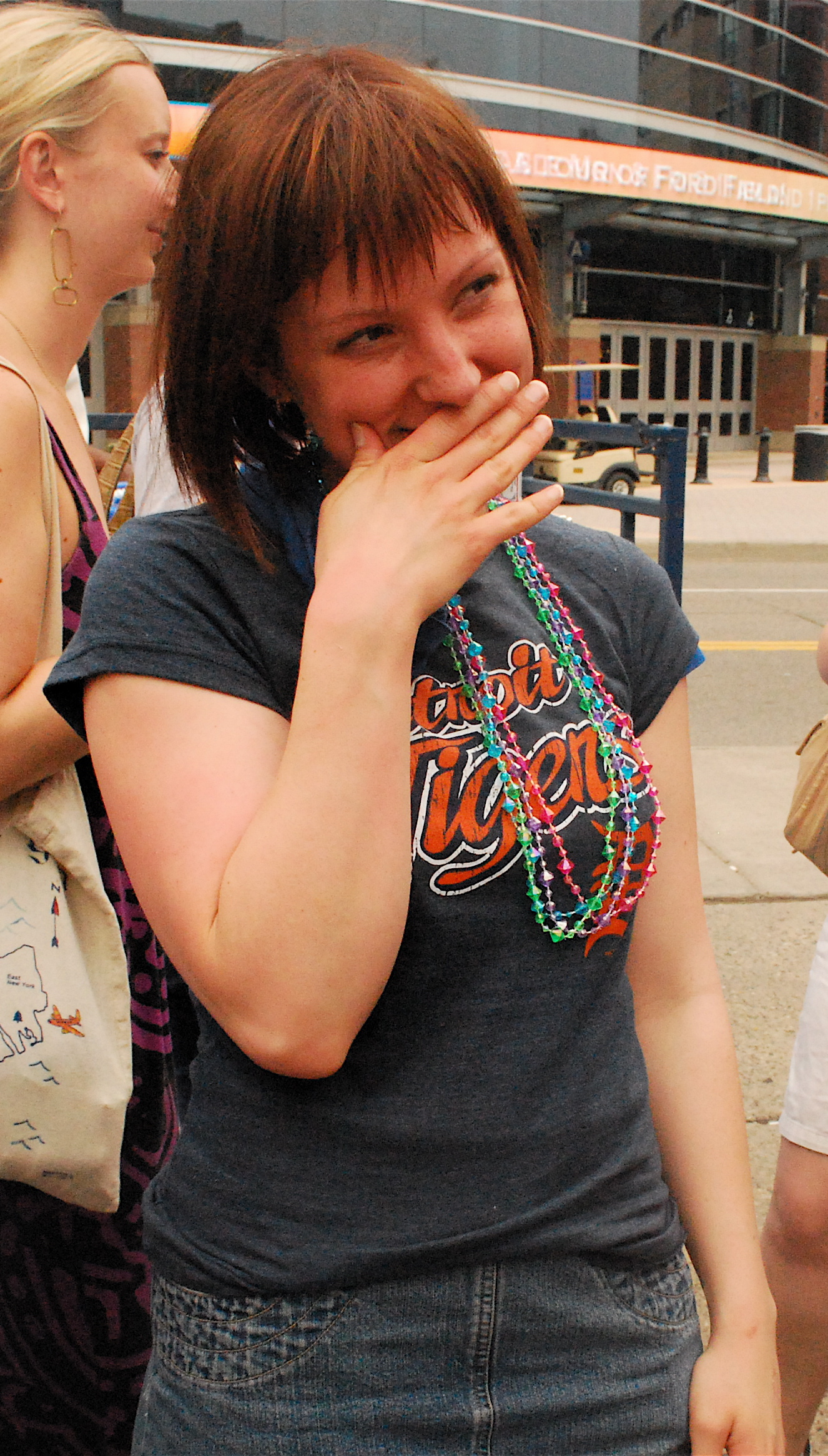
امرأة شابة احمر وجهها خجلا.

احمرار الخَجَــل تغيُّر طارئ يؤدِّي إلى احمرار الوجه والرقبة، وارتفاع درجة حرارتهما. ويحدث الخجل عندما تنتفخ الشعيرات والأوعية الدموية الدقيقة المنتشرة على الجلد بصورة فجائية وتمتلئ بالدم. ويتصل نوعان من الأعصاب بالأوعية الدموية هما: عصب موسَّع للأوعية الدموية، وعصب قابض للأوعية الدموية. يتسبب العصب الموسّع للأوعية الدموية في تمددّها واتساعها وامتلائها بالدم. وينشأ الخجل من تنَبَّه هذه الأعصاب التي ربما تُنبَّه هي الأخرى بوساطة القلق واللهفة، والبرودة، وزيادة النشاط البدني، أو العصبيَّة. وتؤدَّي الأعصاب القابضة للأوعية إلى انقباض الأوعية الدموية، وينتج عنها شحوب الجلد وذلك عند تنبيهه عن طريق التدفئة أو العصبيَّة، أو المرض.